# Hjortstamia rimosissima
Hjortstamia rimosissima är en svampart som först beskrevs av Berk. & M.A. Curtis, och fick sitt nu gällande namn av Boidin & Gilles 2003. Hjortstamia rimosissima ingår i släktet Hjortstamia och familjen Phanerochaetaceae.   Inga underarter finns listade i Catalogue of Life.